# The Meanest of Times
The Meanest of Times — шестой студийный альбом Dropkick Murphys, выпущенный 18 сентября 2007 года впервые на собственном лейбле группы Born & Bred Records и на виниловой пластинке компанией Cooking Vinyl Records.

## Об альбоме
На обложке альбома изображена старая фотография детей возле Школы святого Брендана в Дорчестере, штат Массачусетс, близ Куинси.
Первые песни из альбома можно было услышать, зайдя на страницу группы на сайте MySpace, начиная с августа 2007 года. Первый трек «(F)lannigan Ball», выложенный на сайт, отличался от размещённого на альбоме вокалом Эла Барра и Кена Кейси вместо Ронни Дрю и Спайдера Стейси.
В чарте США Billboard 200 альбом дебютировал на двадцатой позиции и был распродан за первую неделю в количестве 28 тысяч экземпляров. Альбом занял 49-е место в списке 50 лучших альбомов 2007 года по версии журнала Rolling Stone.
Первый сингл с пластинки «The State of Massachusetts» стал одной из 100 наиболее часто проигрываемых песен в эфире радио современный рока (US modern rock radio) США в октябре 2007 года. Также в октябре песни добавлены плей-лист-18 на станции альтернативного рока. К январю 2008 года песня стала одной из песен альтернативного рока Большой 60-ке в Соединенных Штатах. Композиция заняла 83-е место по версии журнала Rolling Stone в списке 100 лучших песен 2007 года. Кавер-версия «The State of Massachusetts» стала доступна для скачивания в видеоигре Guitar Hero II. Песни «Famous for Nothing», «(F)Lanningan’s Ball» и «Johnny, I Hardly Knew Ya» вошли в саундтрек к игре Guitar Hero III: Legends of Rock для празднования Дня святого Патрика, но не доступны для скачивания.

## Версии
Несколько версий альбома имеют первоначальные 15 треков, но имеют различные бонусы. Европейская версия включает в себя кавер на песню группы Thin Lizzy «Jailbreak». Издание на виниле включает в себя два бонус-трека: «Promised Land» и кавер-версию песни группы The Who «Baba O’Riley». Этот релиз также включает в себя альбом на CD, но он включает только первые 15 треков. Подарочное издание в iTunes Store включает в себя три бонус-трека «Forever» (acoustic version), «The Thick Skin of Defiance» и «Breakdown». Бонус-треки из версии iTunes также доступны на мини-альбоме «The State of Massachusetts», который был выпущен в Великобритании в феврале 2008 года.
Ограниченное издание версии альбома была выпущена 11 марта 2008 года. Она включает в себя пять бонус-треков (включая европейский бонус-трек, все три бонус-трека iTunes, а также оригинальную версию песни «(F)lannigan Ball» (также выпущен на DVD).

## Список композиций
Все песни написаны группой Dropkick Murphys.
1. «Famous For Nothing» — 2:47
2. «God Willing» — 3:16
3. «The State of Massachusetts» — 3:52
4. «Tomorrow’s Industry» — 2:19
5. «Echoes on „A.“ Street» — 3:17
6. «Vices and Virtues» — 2:11
7. «Surrender» — 3:15
8. «(F)lannigan’s Ball» (Traditional, Dropkick Murphys) — 3:39
9. «I’ll Begin Again» — 2:38
10. «Fairmount Hill» (Traditional, Dropkick Murphys) — 3:58
11. «Loyal to No One» — 2:25
12. «Shattered» — 2:47
13. «Rude Awakenings» — 3:23
14. «Johnny, I Hardly Knew Ya» (Traditional, Dropkick Murphys) — 3:54
15. «Never Forget» — 2:51

## Бонус-треки

### Ограниченное издание
16. «Jailbreak» (Phil Lynott)
17. «The Thick Skin of Defiance»
18. «Forever 2007»
19. «Breakdown»
20. «(F)lannigan’s Ball» (original version) (Traditional, Dropkick Murphys)

### Европейский релиз
16. «Jailbreak»

### Версия для iTunes
16. «Forever» (acoustic version)
17. «The Thick Skin of Defiance»
18. «Breakdown»

### Версия на виниле
16. «Baba O’Riley» (Pete Townshend)
17. «Promise Land»

## Участники записи
- Эл Барр — лид-вокал
- Кен Кейси — бас-гитара, вокал
- Мэтт Келли — барабаны, бойран, вокал
- Джеймс Линч — гитара, вокал
- Марк Оррелл — гитара, аккордеон, вокал
- Джеймс Веллас — волынка
- Тим Бреннан — мандолина, вистл, акустическая гитара
- Спайдер Стейси — вокал в песне «(F)lannigan’s Ball»
- Ронни Дрю — вокал в песне «(F)lannigan’s Ball»
- Рик Бартон — гитара в песне «The State of Massachusetts»